# Військовий кантаржій
Військовий кантаржі́й (кошовий кантаржій, від «кантар») — у Запорізькій Січі (16-18 ст.) службова особа, яка була охоронцем військових мір і ваг, що служили еталоном для всіх торговельних операцій, здійснюваних на Запоріжжі.
Збирав податок на користь кошової скарбниці з усіх привезених на Січ товарів і продуктів.
Жив в окремому приміщенні на базарній площі.